# Detonationsvåg
En detonationsvåg i fluiddynamiken är trycket och flödet som uppkommer när en mycket stor mängd energi släpps fri i en liten väl avgränsad volym. Flödesfältet kan approximeras med en bogchock, följt av ett 'själv-similärt' subsoniskt flödesfält.

## Historik
Den klassiska sfäriska flödeslösningen — den så kallade "similaritetslösningen" — togs oberoende av varandra fram av Geoffrey Ingram Taylor och John von Neumann under andra världskriget. Efter kriget publicerades similaritetslösningen av tre andra författare — Leonid I. Sedov, R. Latter, och J. Lockwood-Taylor — vilka likaledes upptäckt lösningen oberoende.

## Tillämpningar

### Militära
Som svar på en begäran från brittiska atomvapenkommittén (MAUD Committee), uppskattade G. I. Taylor energimängden som skulle frigöras vid en atombombsexplosion i luft.  Han förutsade att för en idealiserad punktkälla av energi, så skulle rumsfördelningen av flödesvariablerna ha samma form under ett givet tidsintervall. Variablerna skulle skilja sig enbart i skala – därav uttrycket "similaritetslösning".  Denna hypotes gjorde att de partiella differentialekvationerna i termer av r (detonationsvågens radie) och t (tiden) kunde transformeras till en vanlig differentialekvation i termer av similaritetsvariabeln   {\displaystyle {\frac {r^{5}\rho _{o}}{t^{2}E}}} , 
där {\displaystyle \rho _{o}} är luftens täthet och {\displaystyle E} är energin som avges vid explosionen.  Resultatet medgav att G. I. Taylor kunde uppskatta utbytet vid den första atombomsexplosionen i New Mexico 1945 enbart med hjälp av fotografier av smällen, vilken hade publicerats i dagstidningar och tidskrifter.  Utbytet vid explosionen bestämdes av ekvationen  {\displaystyle E=\left({\frac {\rho _{o}}{t^{2}}}\right)\left({\frac {r}{C}}\right)^{5}} , 
där {\displaystyle C} är en dimensionslös konstant som beror av kvoten mellan luftens specifika värme vid konstant tryck och dess specifika värme vid konstant volym. År 1950 publicerade G. I. Taylor två artiklar i vilka han avslöjade energiutbytet E från den första atombombsprovet, vilket dessförinnan varit hemligstämplad information och vars publicering därför orsakade avsevärt rabalder.

### Astronomi
Denna så kallade Sedov-Taylor lösning har kommit till användning inom astrofysiken, bland annat för att kvantitativt beräkna följderna av supernova-explosioner.